# Камнеломка супротивнолистная
Камнело́мка супротивноли́стная (лат. Saxifrága oppositifólia) — многолетнее травянистое растение, один из видов рода Камнеломка, семейства Камнеломковые (Saxifragaceae).

## Ботаническое описание

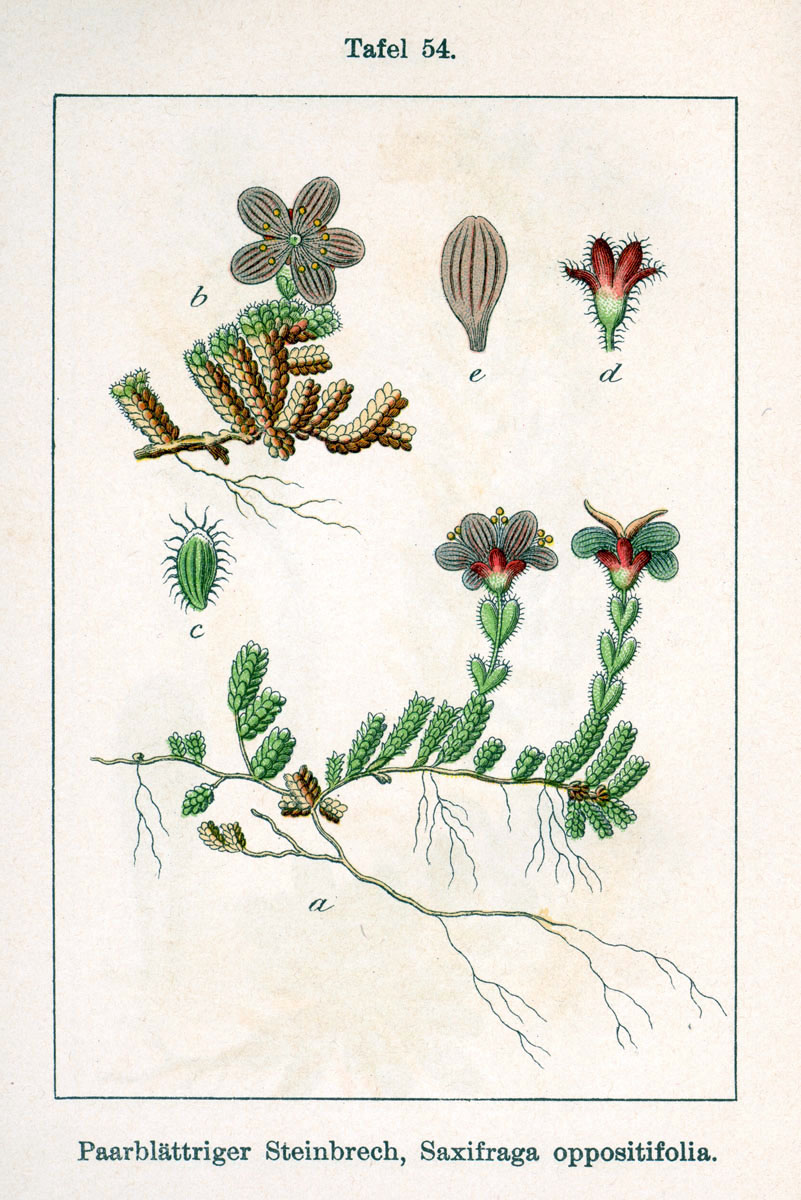
Камнеломка супротивнолистная. Ботаническая иллюстрация Якоба Штурма из книги Deutschlands Flora in Abbildungen, 1796

Камнеломка супротивнолистная — один из самых северных видов цветковых.
Это многолетнее растение с ползучими стеблями 5—7 см длиной, иногда до 15 см.
Листья маленькие супротивные тёмно-зелёные.
Камнеломка супротивнолистная отличается очень ранним цветением (цветовые почки закладываются ещё осенью и зимуют под снегом). Цветки красноватые, по окончании цветения в конце лета приобретают лиловый оттенок. Нектар находится глубоко и доступен не всем насекомым.
Часто растения образуют сплошной подушкообразный ковёр.

## Распространение и экология

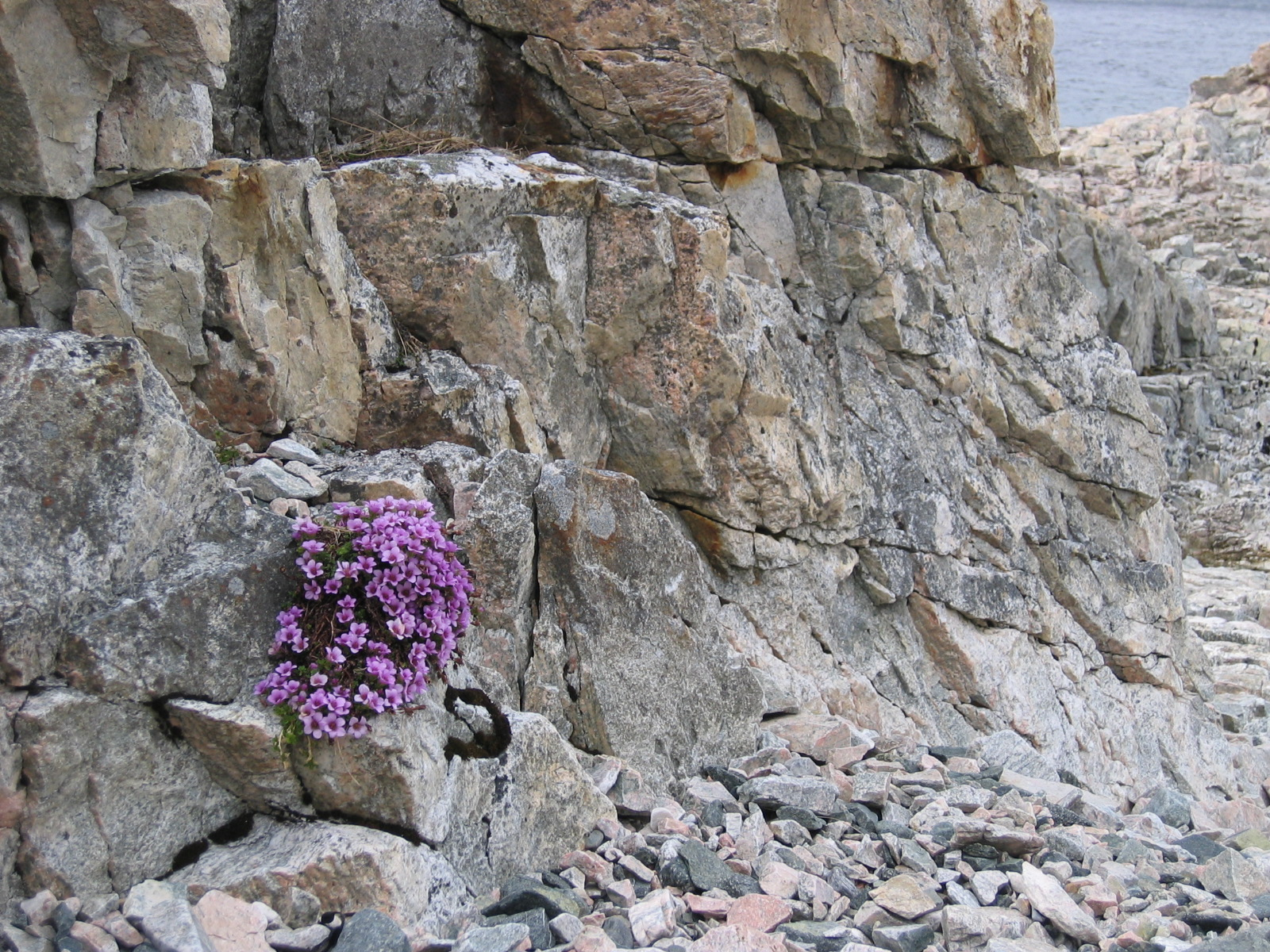
Куртинка канеломки супротивнолистной на скалах в районе Тромсё, северная Норвегия

Вид распространён в тундровой зоне, реже встречается в лесотундре и на севере лесной зоны. Также произрастает в горных районах, на альпийских лугах. На севере ареал ограничен северным берегом Гренландии, Шпицбергеном, Таймырским полуостровом, на юге встречается до северной Британии, а также в горных районах Альп, Карпат и Скалистых гор.  
В Мурманской области растёт на скалах, россыпях, береговых отмелях, по каменистым горным плато, в приснеговых тундрах. В тундровой зоне области и горно-тундровом поясе встречается относительно часто, в лесной зоне — редко.  
Камнеломка супротивнолистная включена в Красную книгу Мурманской области.  
Произрастает на кислых почвах с рН от 4,5 до 5,5.

## Значение и применение
Северным оленем (Rangifer tarandus) поедается плохо.
Цветок камнеломки супротивнолистной — один из символов Нунавута и Лондондерри.

### Декоративное растение
Используется в цветоводстве для оформления альпийских горок. Хотя эта камнеломка плохо переносит тёплый климат, её разводят в садах в зоне умеренного пояса. В культуре размножают делением куртины или посевом семян в контейнеры.Требования к освещённости — солнце или лёгкая тень. Потребность в поливе средняя, в период вегетации грунт не должен пересыхать полностью.

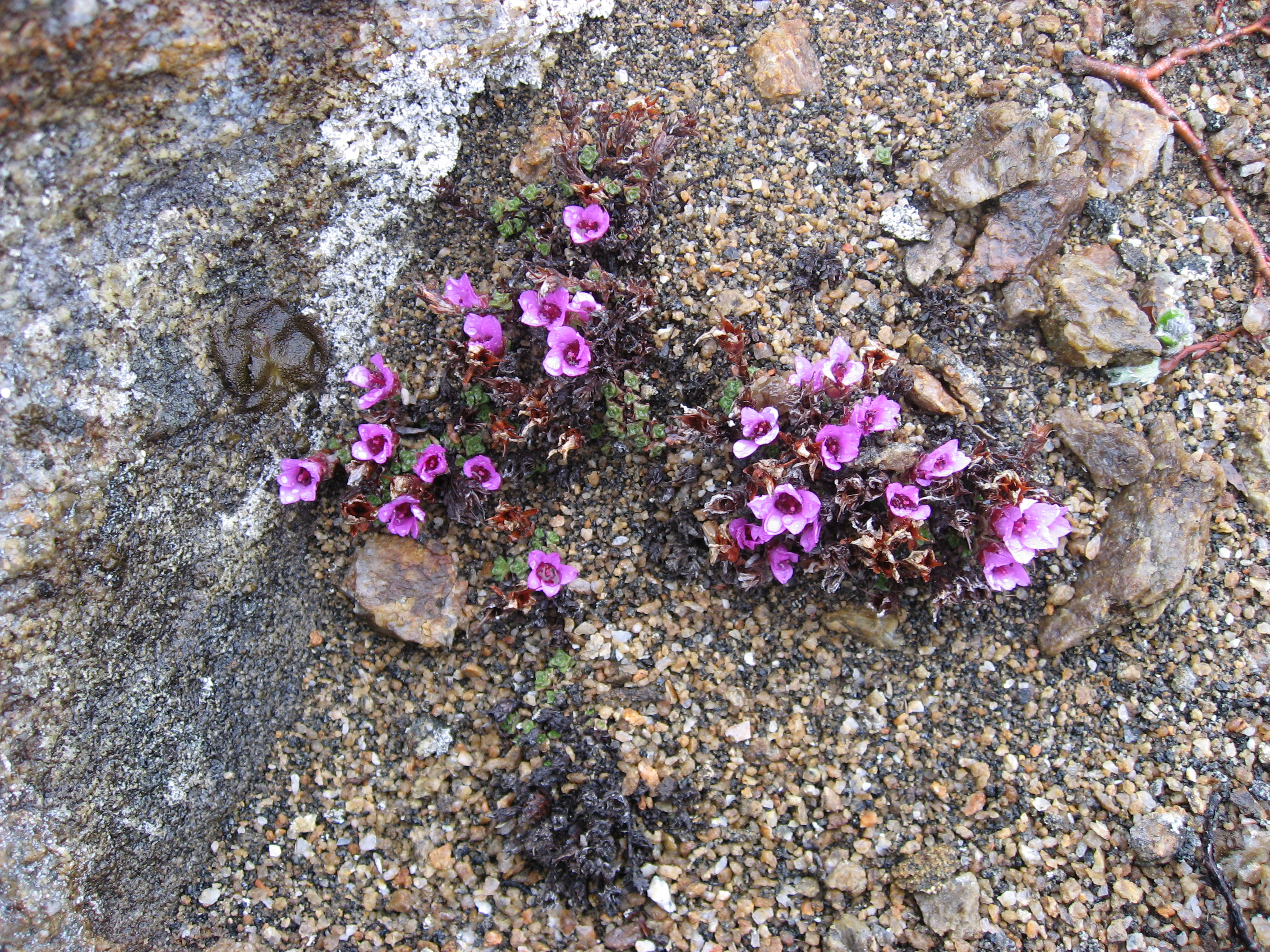
Камнеломка супротивнолистная в районе Упернавика
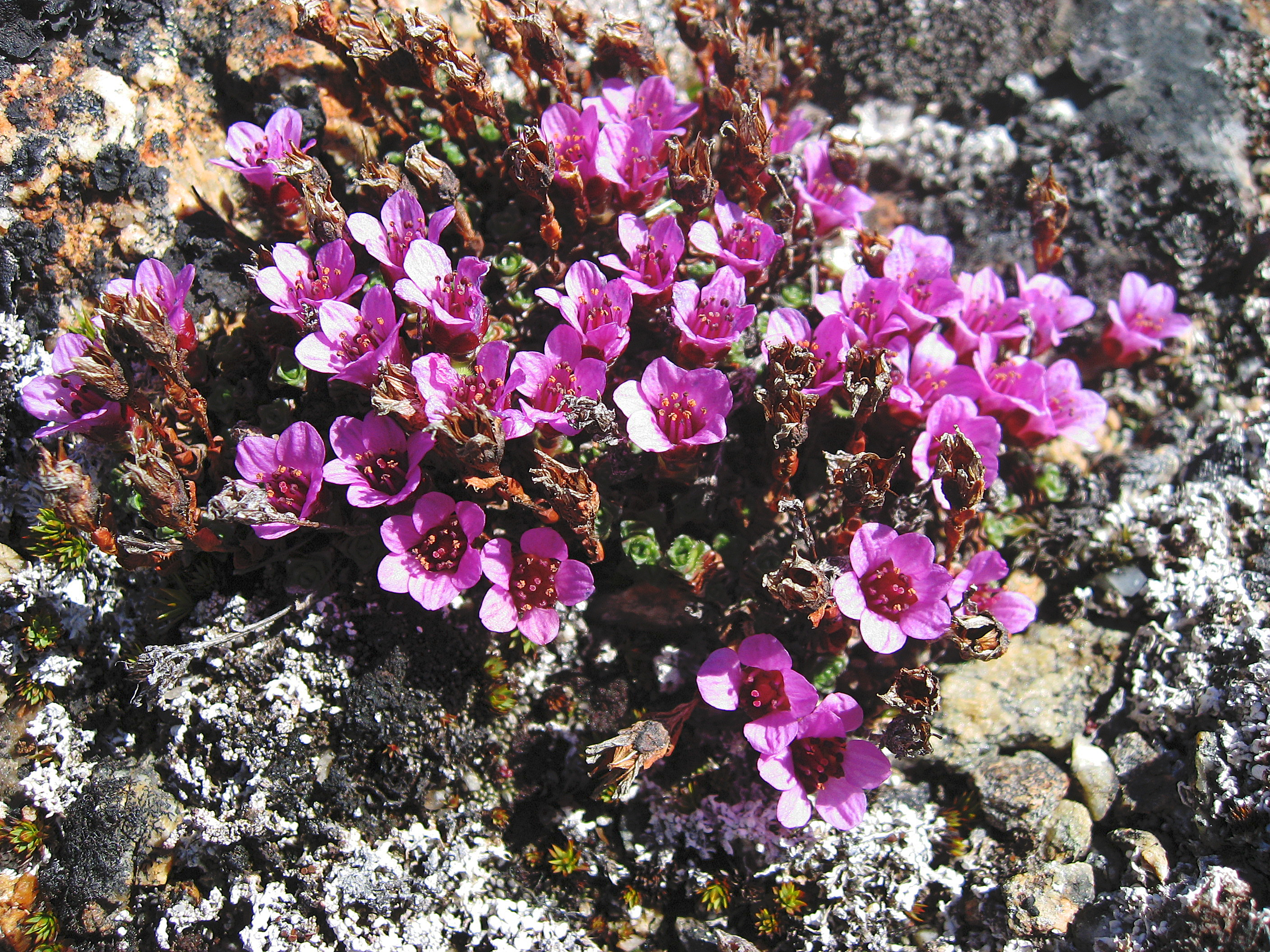
Растение в конце июня в районе Упернавика
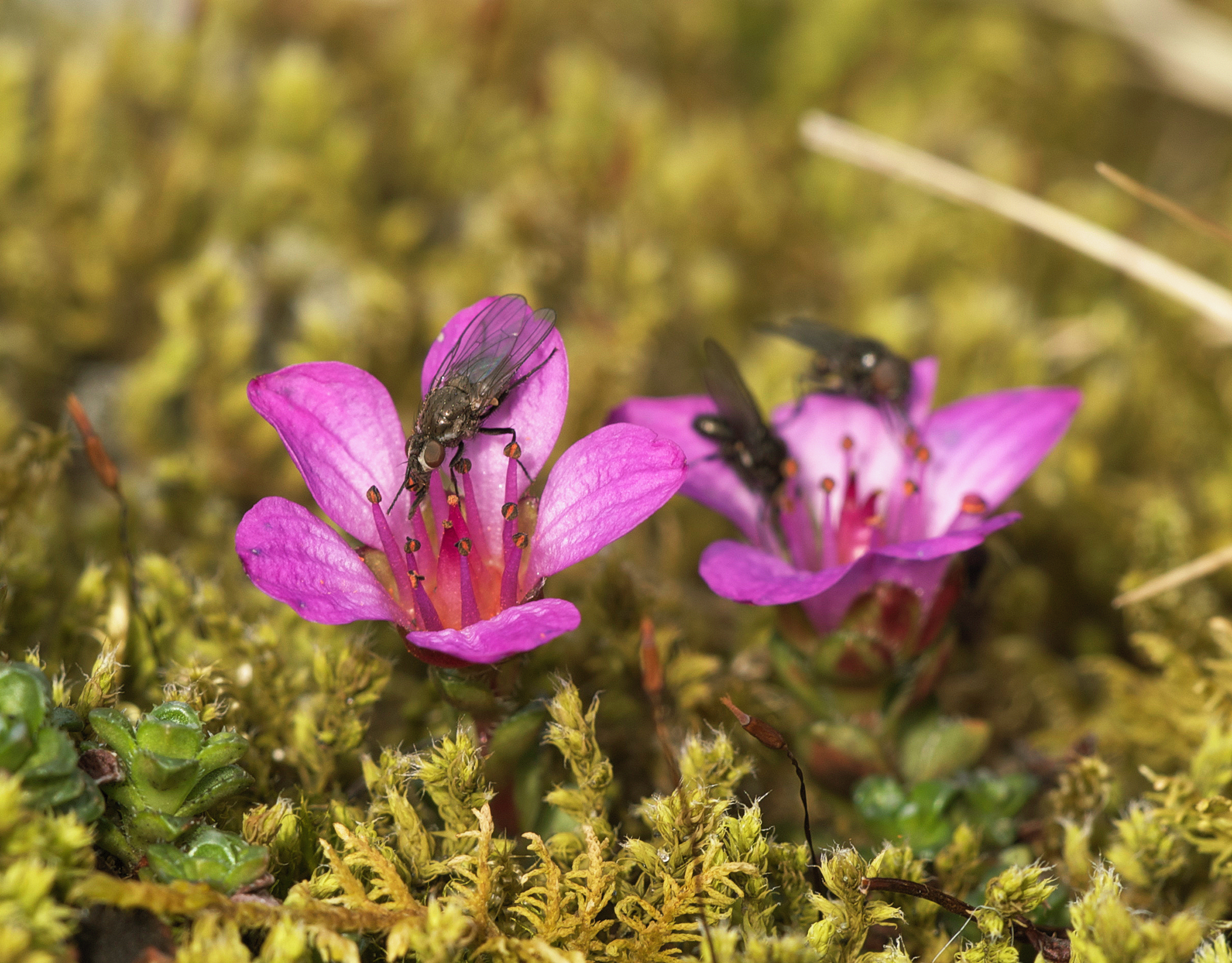
Насекомые на цветке камнеломки супротивнолистной (Лофотенские острова)
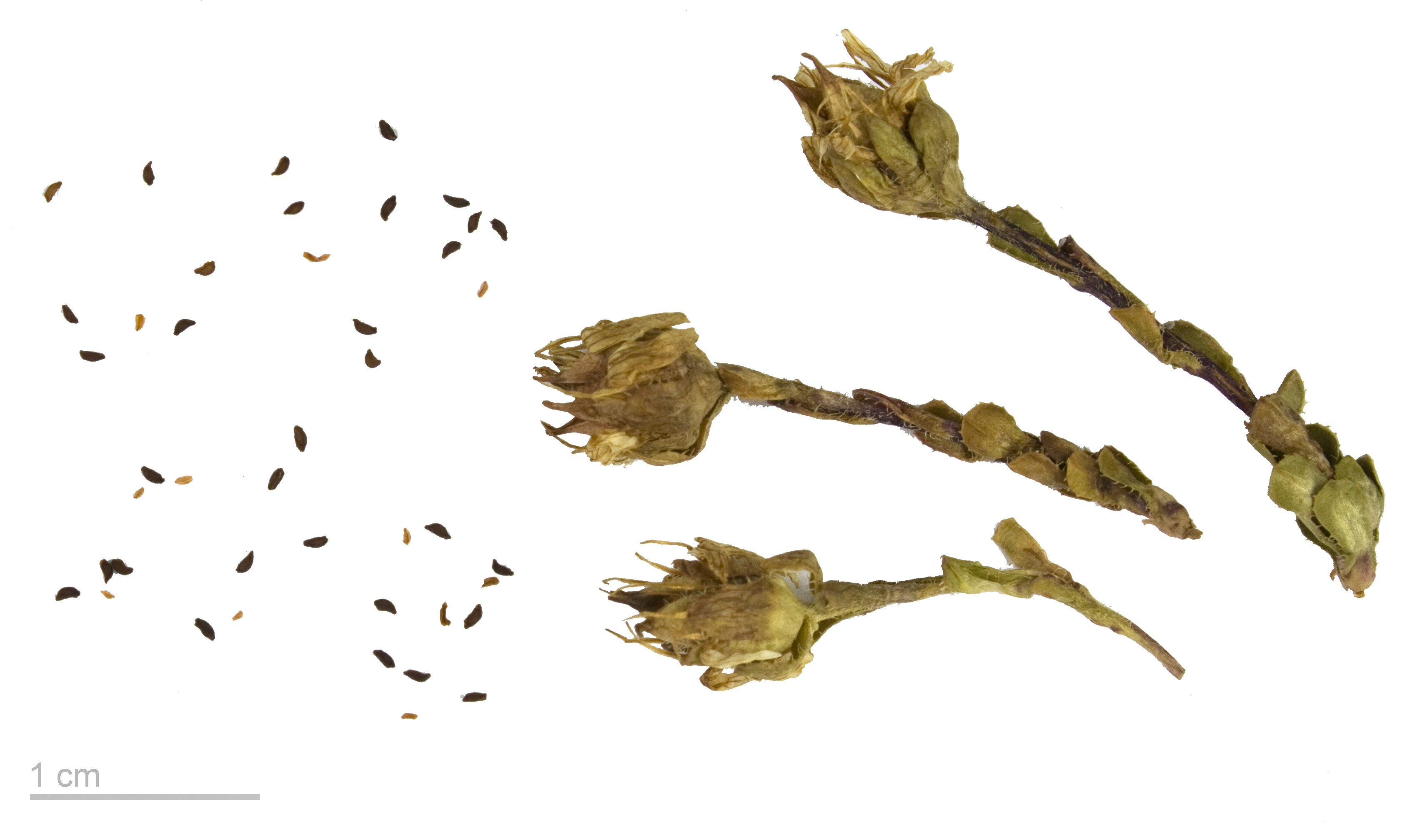
Saxifraga oppositifolia - Тулузский музеум

## Синонимы
В синонимику вида входят следующие названия:
- Antiphylla asiatica (Hayek) Losinsk.
- Antiphylla oppositifolia (L.) Fourr.
- Saxifraga asiatica Hayek
- Saxifraga oppositifolia subsp. asiatica (Hayek) Engl. & Irmsch.